# Generación de suma de frecuencias
La generación de suma de frecuencias (SFG) es un proceso óptico no lineal de segundo orden basado en la mezcla de dos fotones de entrada a frecuencias {\displaystyle \omega _{1}} y {\displaystyle \omega _{2}} para generar un tercer fotón a frecuencia {\displaystyle \omega _{3}}. Esto ocurre cuando dos haces de luz de diferentes frecuencias (o colores) interactúan dentro de un material no lineal y generan un nuevo haz cuya frecuencia es la suma de las dos originales. Como con cualquier fenómeno óptico {\displaystyle \chi ^{(2)}} en óptica no lineal, esto sólo puede ocurrir bajo condiciones donde: la luz está interactuando con materia, que carece de centrosimetría (por ejemplo, superficies e interfaces); la luz tiene una intensidad muy alta (típicamente de un láser pulsado). La generación de suma de frecuencias es un "proceso paramétrico", lo que significa que los fotones satisfacen la conservación de energía, dejando la materia sin cambios:
{\displaystyle \hbar \omega _{3}=\hbar \omega _{1}+\hbar \omega _{2}}
En términos sencillos:
   Tienes dos haces de luz con frecuencias f1 y f2.
   Al pasar por un cristal no lineal (como cuarzo o BBO), las ondas pueden interactuar.
   Como resultado, se genera una nueva onda con frecuencia f3 = f1+f2.
Esto es parte de los fenómenos llamados procesos ópticos no lineales, que solo ocurren con intensidades de luz altas (como las de un láser) y en materiales especiales.

## Generación de segundo armónico
Un caso especial de generación de suma de frecuencias es la generación de segundo armónico, en la que {\displaystyle \omega _{1}=\omega _{2}}. De hecho, en física experimental, este es el tipo más común de generación de suma de frecuencias. Esto se debe a que en la generación de segundo armónico, solo se requiere un haz de luz de entrada, pero si {\displaystyle \omega _{1}\neq \omega _{2}} Se requieren dos haces simultáneos, lo que puede ser más difícil de organizar. En la práctica, el término "generación de suma de frecuencias" generalmente se refiere al caso menos común en el que {\displaystyle \omega _{1}\neq \omega _{2}} .

## Coincidencia de fases
Para que la generación de suma de frecuencias se realice de manera eficiente, se deben cumplir las condiciones de coincidencia de fase:
{\displaystyle \hbar k_{3}\approx \hbar k_{1}+\hbar k_{2}}
dónde {\displaystyle k_{1},k_{2},k_{3}} son los números de onda angulares de las tres ondas a medida que viajan a través del medio. (Nótese que la ecuación se parece a la ecuación de conservación del momento). A medida que esta condición se satisface con mayor precisión, la generación de suma de frecuencias se vuelve cada vez más eficiente.

## Espectroscopia de generación de frecuencias de suma
La espectroscopia de generación de frecuencia suma utiliza dos haces láser mezclados en una interfaz para generar un haz de salida con una frecuencia igual a la suma de las dos frecuencias de entrada. La espectroscopia de generación de suma de frecuencias se utiliza para analizar superficies e interfaces y transporta información complementaria a la espectroscopia infrarroja y Raman.